# 主教座堂學校
主教座堂學校（德語：Domschule）約於西元8世紀時形成。它的前身是修道院學校。和修道院學校不同的是，主教座堂學校也允許非天主教的神職人員來上課。12世紀起，一些主教座堂學校也發展成大學。這點是可能的，因為主教座堂學校從這個時候起也需要教師。在主教座堂學校是不教哲學的，哲學由那些在自己學校受過教育的私人教師來教。從此也形成新的學校，不過仍需得到地主的許可才能成立。

## 課程
主教座堂學校上的課包括七藝，亦即三門普通學科（數學、辯證法、修辭學）和四門高級學科（算術、幾何學、天文學、音樂）。